# Ligne Akita Nairiku
La ligne Akita Nairiku (秋田内陸線, Akita Nairiku-sen) est l'unique ligne ferroviaire de la compagnie Akita Nairiku Jūkan Railway située dans la préfecture d'Akita au Japon. Elle relie la gare de Takanosu à celle de Kakunodate.

## Histoire
La ligne Aniai est ouverte par la Société gouvernementale des chemins de fer japonais le 10 décembre 1934 entre Takanosu et Yonaizawa. La ligne est prolongée à Hitachinai en octobre 1963.
Le 1er novembre 1971, la ligne Kakunodate ouvre entre Kakunodate et Matsuba.
En 1986, la compagnie privée Akita Nairiku Jūkan Railway reprend l'exploitation de ces deux lignes, qu'elle relie en 1989 avec la construction d'une section entre Hitachinai et Matsuba.

## Caractéristiques

### Ligne
- longueur :  94,2 km
- écartement des voies : 1 067 mm
- nombre de voies : voie unique

### Liste des gares
| Gare           | Nom japonais | Distance (km) | Correspondances                      | Localisation |
| -------------- | ------------ | ------------- | ------------------------------------ | ------------ |
| Takanosu       | 鷹巣         | 0             | JR East : Ōu                         | Goshogawara  |
| Nishi-Takanosu | 西鷹巣       | 1,3           |                                      | Goshogawara  |
| Ogata          | 小ヶ田       | 3,7           |                                      | Goshogawara  |
| Ōnodai         | 大野台       | 6,1           |                                      | Goshogawara  |
| Aikawa         | 合川         | 9,7           |                                      | Goshogawara  |
| Kamisugi       | 上杉         | 12,1          |                                      | Goshogawara  |
| Yonaizawa      | 米内沢       | 15,0          |                                      | Goshogawara  |
| Katsurase      | 桂瀬         | 20,5          |                                      | Goshogawara  |
| Ani-Maeda      | 阿仁前田     | 25,2          |                                      | Goshogawara  |
| Maeda-Minami   | 前田南       | 27,1          |                                      | Goshogawara  |
| Kobuchi        | 小渕         | 29,1          |                                      | Goshogawara  |
| Aniai          | 阿仁合       | 33,0          |                                      | Goshogawara  |
| Arase          | 荒瀬         | 35,4          |                                      | Goshogawara  |
| Kayakusa       | 萱草         | 38,1          |                                      | Goshogawara  |
| Okashinai      | 笑内         | 40,9          |                                      | Goshogawara  |
| Iwanome        | 岩野目       | 43,3          |                                      | Goshogawara  |
| Hitachinai     | 比立内       | 46,0          |                                      | Goshogawara  |
| Okuani         | 奥阿仁       | 49,7          |                                      | Goshogawara  |
| Animatagi      | 阿仁マタギ   | 52,3          |                                      | Goshogawara  |
| Tozawa         | 戸沢         | 61,2          |                                      | Semboku      |
| Kami-Hinokinai | 上桧木内     | 65,9          |                                      | Semboku      |
| Sadōri         | 左通         | 67,7          |                                      | Semboku      |
| Ugo-Nagazato   | 羽後中里     | 71,7          |                                      | Semboku      |
| Matsuba        | 松葉         | 75,0          |                                      | Semboku      |
| Ugo-Nagatoro   | 羽後長戸呂   | 77,9          |                                      | Semboku      |
| Yatsu          | 八津         | 82,9          |                                      | Semboku      |
| Saimyōji (ja)  | 西明寺       | 86,9          |                                      | Semboku      |
| Ugo-Ōta        | 羽後太田     | 89,9          |                                      | Semboku      |
| Kakunodate     | 角館         | 94,2          | JR East : Akita Shinkansen, Tazawako | Semboku      |